# Rocket Arena
La Rocket Arena è un palazzetto dello sport situato a Cleveland, Ohio. Fino all'agosto 2005, era conosciuto come Gund Arena, dal nome di Gordon Gund, un ex proprietario dei Cavaliers, che aveva pagato per i diritti di denominazione, e fino al 2019 come Quicken Loans Arena (soprannominata The Q). Qui giocano le partite in casa i Cleveland Cavaliers di NBA, i Cleveland Monsters di AHL, e i Cleveland Gladiators di AFL. È stato in precedenza sede di diverse squadre ora defunte: Cleveland Lumberjacks della IHL, Cleveland Barons della AHL, e Cleveland Rockers della WNBA.

## Storia
L'impianto è stato inaugurato da un concerto di Billy Joel il 17 ottobre 1994; i Cavaliers giocarono la loro prima partita qui un paio di settimane più tardi. È di proprietà della Gateway Economic Development Corporation.
Il 16 maggio 2006, gli allora inattivi Utah Grizzlies, franchigia della AHL annunciarono che si sarebbero spostati alla Quicken Loans Arena. Il 25 gennaio 2007, fu annunciato il nome della squadra come Lake Erie Monsters a partire dalla stagione 2007-2008.
Il 16 ottobre 2007, i Las Vegas Gladiators dell'Arena Football League hanno annunciato che si sposteranno alla Quicken Loans Arena.
L'arena ha sostituito il Richfield Coliseum, che era situato a sud di Cleveland vicino ad Akron. Parte del Progetto Gateway per rivitalizzare centro di Cleveland, l'arena e il vicino Progressive Field furono finanziati grazie ad una sorta di "tassa del peccato" imposta sul consumo di alcol e tabacco. Nell'estate del 2005, l'azionista di maggioranza dei Cavaliers Dan Gilbert ha rinnovato l'arena, installando nuovi posti a sedere e migliorando sistemi video e audio, sicurezza, spogliatoi e suite.
In aggiunta agli sport professionistici, "The Q" è stata la sede del torneo di basket Mid-American Conference maschile e femminile dal 2000. "MAC Madness", come è più comunemente noto, è diventato una forte attrazione per l'arena, tanto che le partite di semifinali e finali maschili sono seguite da 10.000-15.000 spettatori.
Inoltre ha ospitato il campionato americano di pattinaggio artistico del 2000 e diversi eventi di wrestling: WWF SummerSlam 1996, WWF No Mercy 1999, WWF InVasion nel 2001, Survivor Series 2004 e alcune puntate di Raw, SmackDown e ECW.
Grandi eventi nazionali tenuti presso il palazzetto sono l'NBA All-Star Game 1997 e le NCAA Women's Final Four 2007; nel 2009 ha ospitato i campionati nazionali di pattinaggio artistico.

### Congresso del Partito Repubblicano
Dal 18 al 21 luglio 2016 si è tenuta il congresso nazionale del Partito Repubblicano che ha eletto il candidato Donald Trump e Mike Pence  per le Elezioni presidenziali del 2016.